# Drøbak
Drøbak est une ville non incorporée située au centre de la municipalité de Frogn dans le comté d'Akershus en Norvège. Elle est située le long du fjord d'Oslo (Oslofjorden), à l'endroit où celui-ci est le plus étroit (1 km) et a 11 514 habitants.

## Histoire
Drøbak fut établie en tant que municipalité le 1er janvier 1838. Elle fut fusionnée à Frogn le 1er janvier 1962. Elle a eu le statut de ville à partir de 1842 jusqu'à sa fusion à la municipalité rurale de Frogn en 1962. La municipalité a récupéré son statut de ville le 13 février 2006 à la suite d'une décision du conseil municipal.
Traditionnellement, Drøbak est le port de la saison hivernale de la capitale norvégienne, Oslo, étant donné que le fjord gèle à partir de Drøbak jusqu'à Oslo.
Un événement important dans l'histoire de Drøbak s'est déroulé durant la Seconde Guerre mondiale lors du naufrage du croiseur de type Blücher allemand le matin du 9 avril 1940. Le croiseur transportait des soldats et des bureaucrates allemands pour occuper rapidement Oslo. Cependant, le naufrage causé par la forteresse d'Oscarsborg a retardé cette occupation ; ce qui a permis l'évacuation de la famille royale, du parlement et du cabinet ainsi que d'éviter que les occupants ne s'emparent des réserves d'or.

## Réserve naturelle
- Réserve naturelle de Storskjær

## Personnalités liées à la commune
- Carl Julius Evensen (1851-1937), navigateur et explorateur, né à Drøbak.
- Helene Knoop, peintre norvégienne.
- Tobias Halland Johannessen, cycliste sur route norvégien, né à Drøbak en 1999.